# Colonización de Munster
La Colonización de Munster de 1580 fue la primera colonización masiva de Irlanda. Se instituyó como castigo por las rebeliones de Desmond, cuando el conde geraldino de Desmond se rebeló contra la interferencia inglesa en Munster. La dinastía Desmond fue aniquilada en las secuelas de las rebeliones y sus propiedades fueron confiscadas, hecho que concedió a las autoridades inglesas la oportunidad de colonizar la provincia con colonos de Inglaterra y Gales, de los cuales se esperaba que sirviesen como baluarte contra futuras rebeliones. En 1584, se creó una comisión de registros de propiedad, para asignar tierras confiscadas a los contratistas (undertakers), que eran colonizadores acaudalados que contrataban tenentes (tenants) ingleses para que trabajasen en sus nuevas tierras. También se estimaba que estos contratantes construyesen nuevas ciudades y que proporcionasen la defensa que las protegiese de ser atacadas.
Así como en las antiguas tierras geraldinas (esparcidas a través de los modernos condados de Limerick, Cork, Kerry y Tipperary) la redistribución de tierras se llevó a cabo en las propiedades de otras familias y clanes que habían apoyado las rebeliones en el suroeste de Cork y Kerry. Sin embargo, la colonización aquí fue más bien escasa porque el clan gobernante —los MacCarthy Mor— argumentó que los propietarios rebeldes eran sus subordinados y por tanto la tierra les pertenecía realmente a ellos. De modo que se les concedieron las tierras a algunos contratistas y de nuevo se las requisaron cuando los lores nativos como los MacCarthy apelaron el despojo de sus dependientes. Otros sectores de la colonización se encontraban en igualdad de caos. Popham, el fiscal general de Irlanda, importó a 70 tenentes desde Somerset, cuando se dio cuenta de que la tierra ya había sido colonizada por otro contratista, por lo que se vio obligado a llevarlos de vuelta a casa. No obstante, 500 000 acres (2000 km²) fueron colonizados por los ingleses. Se esperaba que el asentamiento atrajese a 15 000 colonizadores a la región, pero un informe que se efectuó en 1589 demostró que los contratistas habían importado tan sólo a 700 tenentes. Se ha sugerido que cada tenente era el cabeza de una finca, y que por tanto representaba a cuatro o cinco personas. Hecho que pondría a la población inglesa de Munster en cerca de tres mil o cuatro mil personas, pero que todavía estaba sustancialmente por debajo de la cantidad proyectada.